# Son Ye-jin
Son Ye-jin (hangul: 손예진), właśc. Son Yeon-jin (hangul: 손연진; ur. 11 stycznia 1982 w Daegu) – południowokoreańska aktorka, filmy i seriale telewizyjne z jej udziałem zyskały ogromną popularność w Korei Południowej, Chinach i Japonii.

## Biografia

### 1999–2005: Początki popularności
Son Ye-jin rozpoczęła swoją karierę rozrywkową jako modelka w reklamach telewizyjnych w 1999 roku, po czym zadebiutowała aktorsko w 2001 roku w serialu Mas-ineun cheonghon. W 2002 roku zagrała w filmie Yeon-ae soseol. Jej pierwszą głośną rolą była So-woon w filmie Chihwaseon w reżyserii Im Kwon-taeka, który został pokazany w Cannes i zdobył nagrodę dla najlepszego reżysera w 2002 roku.
Ye-jin umocniła swój status gwiazdy (koreańskiej fali) w 2003 roku, grając główną rolę w serialu Yeoreum hyang-gi i filmie The Classic. Oba były ogromnymi hitami w całej Azji. Następnie pojawiła się w filmie z 2004 roku Nae meori sog-ui ji-ugae, który dotyczy wpływu choroby Alzheimera na związek małżeński i ciężar strat z tym związanych. W 2005 roku Ye-jin wystąpiła w dwóch filmach Oechul i Jag-eob-ui jeongseok.

### 2006–2015: Różne role filmowe i serialowe
Dzięki głównej roli w 2006 roku w serialu Yeon-ae sidae, kiedy zagwarantowano jej wynagrodzenie w wysokości 50 milionów KRW (plus dodatek) za odcinek, została najlepiej opłacaną koreańską aktorką w koreańskich serialach telewizyjnych. W 2007 roku udzieliła głosu postaci imieniem Yeoubi w filmie animowanym Cheonnyeonyeou Yeoubi. Dzięki roli w filmie Anaega gyeolhonhaetda w 2008 zdobyła nagrodę dla najlepszej aktorki na prestiżowej ceremonii wręczenia nagród Blue Dragon Film Awards. Zagrała również jednego z reporterów w serialu telewizyjnym Spotlight. Ta seria obraca się wokół świata wiadomości telewizyjnych i życia zawodowego i osobistego czterech reporterów. Oraz Baek Jang-mi w filmie Mubangbi dosi.
Po thrillerze kryminalnym Baek-yahaeng: ha-yan eodum sok-eul geotda z 2009 roku, który był koreańską wersją japońskiego serialu Byakuyako, Ye-jin chciała zagrać bardziej zabawną postać w 2010, wybrała zatem romantyczny serial komediowy Kae-in-ui chwihyang, występując w nim u boku Lee Min-ho. Następnie wystąpiła w komediowym horrorze romantycznym Ossakhan yeon-ae.
W 2012 r. zagrała w hicie The Tower, remake amerykańskiego filmu katastroficznego Płonący wieżowiec z 1974 roku. W kolejnym roku powróciła na mały ekran, wcielając się w  postać Hae-woo Jo w serialu Sang-eo. Z kolei w 2014 roku wystąpiła w filmie przygodowym The Pirates, w którym to zagrała główną rolę, film otrzymał mieszane recenzje, ale był komercyjnym hitem, a Ye-jin zdobyła nagrodę dla najlepszej aktorki na Grand Bell Awards. Powróciła w 2015 roku w czarnej komedii Bad Guys Always Die u boku tajwańskiego aktora Chena Boliny, w chińsko-koreańskiej koprodukcji kręconej na Wyspie Czedżu.

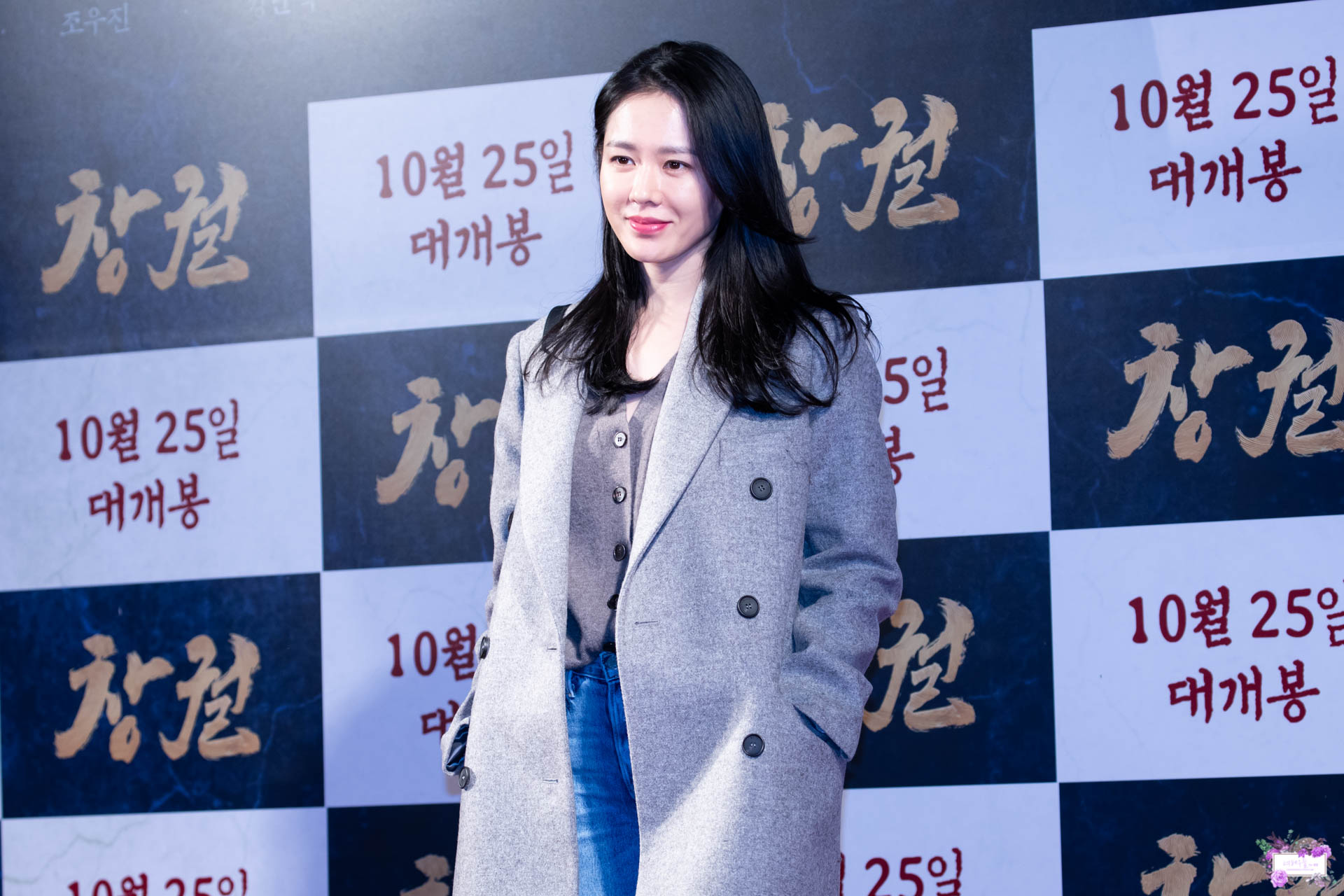
Son Ye-jin w 2018 r.

### 2016-obecnie: Uznanie krytyków i globalna popularność
W 2016 roku Ye-jin zagrała w dwóch filmach, pierwszym z nich był Bimil-eun eopda z Kim Joo-hyukiem. Dzięki roli w tym filmie zdobyła nagrodę dla najlepszej aktorki na festiwalach Buil Film Awards, Busan Film Critics Awards (Nagroda Krytyków Filmowych), Women in Film Korea Festival i Chunsa Film Awards. W drugim zagrała Księżniczkę Deokhye w filmie biograficznym Deokhye-ongju, nakręconym przez reżysera Oechul Hur Jin-ho. Film zebrał pozytywne opinie krytyków i stał się hitem kasowym, zarabiając 40,35 miliona USD na całym świecie. Ye-jin była chwalona przez krytyków za jej wybitne przedstawienie roli „niezgłębionej głębi na emocjonalnych wzlotach i upadkach Księżniczki Deokhye”, zdobywając liczne wyróżnienia za jej występ.
W 2018 r. Ye-Jin zagrała w thrillerze kryminalnym 
Hyeobsang u boku Hyuna Bina, wcielając się w zawodowego negocjatora, który ma na celu ratowanie zakładników oraz w filmie Jigeum mannareo gabmida, opartym na japońskiej powieści. W tym samym roku Ye-jin powróciła na mały ekran po pięciu latach w serialu stacji JTBC Something in the Rain, zagrała w nim główną rolę, wcielając się w Yoon Jin-ah. Serial otrzymał wysokie oceny oglądalności i osiągnął komercyjną popularność, a ona sama otrzymała entuzjastyczne recenzje za grę aktorską. W 2019 roku Ye-jin ponownie spotkała się z Hyun Binem w światowym hicie Crash Landing on You jako bogata dziedziczka, która zakochuje się w północnokoreańskim oficerze. Serial odniósł ogromny sukces i stał się trzecim najwyżej ocenianym koreańskim serialem w historii telewizji kablowej. Ye-jin ma zadebiutować w Hollywood w 2022 roku, grając u boku Sama Worthingtona w nadchodzącym filmie Andrew Niccola The Cross. Zdjęcia do filmu są kręcone od początku kwietnia 2021 r. w mieście Hwaseong w Korei Południowej. W 2022 r. zagrała w serialu Thirty-Nine, wcielając się w główną postać 39-letniej Cha Mi-jo dyrektorki Kliniki Dermatologicznej Gangnam. 10 lutego 2022 r. na swoim profilu na Instagramie Ye-jin ogłosiła zaręczyny z aktorem Hyun Binem, partnerującym jej wcześniej na planach Hyeobsang i Crash Landing On You. Para pobrała się podczas prywatnej ceremonii 31 marca 2022 roku.

## Filmografia

### Filmy
| Rok  | Tytuł                                       | Rola                  |
| ---- | ------------------------------------------- | --------------------- |
| 2000 | Secret Tears                                |                       |
| 2002 | Chihwaseon                                  | So-woon               |
| 2002 | Yeon-ae soseol                              | Shim Soo-in/Gyung-hee |
| 2003 | The Classic                                 | Ji-hye/Joo-hee        |
| 2003 | Crazy First Love                            | Ju Il-mae             |
| 2004 | Nae meori sog-ui ji-ugae                    | Kim Su-jin            |
| 2005 | Oechul                                      | Seo-young             |
| 2005 | Jag-eob-ui jeongseok                        | Han Ji-won            |
| 2007 | Cheonnyeonyeou Yeoubi                       | Yeoubi (głos)         |
| 2008 | Mubangbi dosi                               | Baek Jang-mi          |
| 2008 | Anaega gyeolhonhaetda                       | Joo In-ah             |
| 2009 | Baek-yahaeng: ha-yan eodum sok-eul geotda   | Yoo Mi-ho/Lee Ji-ah   |
| 2011 | Ossakhan yeon-ae                            | Kang Yeo-ri           |
| 2012 | The Tower                                   | Seo Yoon-hee          |
| 2013 | Gongbeom                                    | Jung Da-eun           |
| 2014 | Piraci - w poszukiwaniu cesarskiej pieczęci | Yeo-wol               |
| 2015 | Bad Guys Always Die (chn. 坏蛋必须死)       | Ji-yeon               |
| 2016 | Bimil-eun eopda                             | Kim Yeon-hong         |
| 2016 | Deokhye-ongju                               | Księżniczka Deokhye   |
| 2018 | Jigeum mannareo gabmida                     | Soo-ah                |
| 2018 | Hyeobsang                                   | Ha Chae-yoon          |

### Seriale
| Rok  | Tytuł                 | Rola                      | Stacja telewizyjna |
| ---- | --------------------- | ------------------------- | ------------------ |
| 2001 | Mas-ineun cheonghon   | Jang Hee-ae               | MBC                |
| 2001 | Sun-hee Jin-hee       | Shim Sun-hee              | MBC                |
| 2002 | Daemang               | Choi Dong-hee             | SBS                |
| 2003 | Yeoreum hyang-gi      | Shim Hye-won              | KBS2               |
| 2006 | Yeon-ae sidae         | Yoo Eun-ho                | SBS                |
| 2008 | Spotlight             | Seo Woo-jin               | MBC                |
| 2010 | Kae-in-ui chwihyang   | Park Kae-in               | MBC                |
| 2011 | Secret Garden         | ona sama (cameo, odc. 20) | SBS                |
| 2013 | Sang-eo               | Jo Hae-woo                | KBS2               |
| 2018 | Something in the Rain | Yoon Jin-ah               | JTBC               |
| 2019 | Crash Landing on You  | Yoon Se-ri                | tvN                |
| 2022 | Thirty-Nine           | Cha Mi-jo                 | JTBC               |

## Nagrody
| Ceremonia                                              | Rok  | Kategoria                                                             | Nominacja                                   | Rezultat  | Przy.  |
| ------------------------------------------------------ | ---- | --------------------------------------------------------------------- | ------------------------------------------- | --------- | ------ |
| APAN Star Awards                                       | 2018 | Nagroda Główna (Daesang)                                              | Something in the Rain                       | Nominacja | [ 41 ] |
| APAN Star Awards                                       | 2021 | Nagroda Najwyższej Doskonałość, Aktorka w Miniserialu                 | Crash Landing on You                        | Nominacja | [ 42 ] |
| APAN Star Awards                                       | 2021 | KT Seezn Star Award                                                   | Crash Landing on You                        | Wygrana   | [ 43 ] |
| Asia Model Awards                                      | 2007 | Model Star Award                                                      | Son Ye-jin                                  | Wygrana   | [ 44 ] |
| Asian Film Awards                                      | 2017 | Najlepsza Aktorka                                                     | Deokhye-ongju                               | Nominacja | [ 45 ] |
| Asian Film Critics Association Awards                  | 2009 | Najlepsza Aktorka                                                     | Anaega gyeolhonhaetda                       | Nominacja |        |
| Asia Pacific Film Festival                             | 2006 | Najlepsza Aktorka                                                     | Oechul                                      | Wygrana   | [ 46 ] |
| Asia-Pacific Producer's Network Awards                 | 2010 | Nagroda za Postać w Filmie Azjatyckim                                 | Son Ye-jin                                  | Wygrana   | [ 47 ] |
| Asian Television Awards                                | 2019 | Najlepsza Aktorka w Roli Pierwszoplanowej                             | Something in the Rain                       | Nominacja | [ 48 ] |
| Baeksang Arts Awards                                   | 2003 | Najlepsza Nowa Aktorka – Film                                         | The Classic                                 | Wygrana   | [ 49 ] |
| Baeksang Arts Awards                                   | 2007 | Najlepsza Aktorka - Telewizja                                         | Yeon-ae sidae                               | Wygrana   | [ 50 ] |
| Baeksang Arts Awards                                   | 2009 | Najlepsza Aktorka – Film                                              | Anaega gyeolhonhaetda                       | Wygrana   | [ 51 ] |
| Baeksang Arts Awards                                   | 2010 | InStyle Award                                                         | Son Ye-jin                                  | Wygrana   | [ 52 ] |
| Baeksang Arts Awards                                   | 2012 | Najlepsza Aktorka – Film                                              | Ossakhan yeon-ae                            | Nominacja |        |
| Baeksang Arts Awards                                   | 2015 | Najlepsza Aktorka – Film                                              | Piraci - w poszukiwaniu cesarskiej pieczęci | Nominacja |        |
| Baeksang Arts Awards                                   | 2017 | Najlepsza Aktorka – Film                                              | Deokhye-ongju                               | Wygrana   | [ 53 ] |
| Baeksang Arts Awards                                   | 2018 | Najlepsza Aktorka – Film                                              | Jigeum mannareo gabmida                     | Nominacja | [ 54 ] |
| Baeksang Arts Awards                                   | 2020 | Najlepsza Aktorka - Telewizja                                         | Crash Landing on You                        | Nominacja | [ 55 ] |
| Baeksang Arts Awards                                   | 2020 | Najpopularniejsza Aktorka                                             | Crash Landing on You                        | Wygrana   | [ 56 ] |
| Blue Dragon Film Awards                                | 2002 | Najlepsza Nowa Aktorka                                                | Yeon-ae soseol                              | Nominacja |        |
| Blue Dragon Film Awards                                | 2003 | Nagroda Popularnej Gwiazdy                                            | The Classic                                 | Wygrana   | [ 57 ] |
| Blue Dragon Film Awards                                | 2005 | Najlepsza Aktorka Pierwszoplanowa                                     | Oechul                                      | Nominacja |        |
| Blue Dragon Film Awards                                | 2008 | Najlepsza Aktorka Pierwszoplanowa                                     | Anaega gyeolhonhaetda                       | Wygrana   |        |
| Blue Dragon Film Awards                                | 2008 | Nagroda Popularnej Gwiazdy                                            | Anaega gyeolhonhaetda                       | Wygrana   | [ 58 ] |
| Blue Dragon Film Awards                                | 2008 | Nagroda dla Najlepszej Pary z Kim Joo-hyuk                            | Anaega gyeolhonhaetda                       | Wygrana   | [ 59 ] |
| Blue Dragon Film Awards                                | 2010 | Nagroda Popularnej Gwiazdy                                            | Baek-yahaeng: Ha-yan Eodum Sok-eul Geotda   | Wygrana   | [ 60 ] |
| Blue Dragon Film Awards                                | 2014 | Najlepsza Aktorka Pierwszoplanowa                                     | Gongbeom                                    | Nominacja |        |
| Blue Dragon Film Awards                                | 2016 | Najlepsza Aktorka Pierwszoplanowa                                     | Deokhye-ongju                               | Nominacja | [ 61 ] |
| Blue Dragon Film Awards                                | 2016 | Nagroda Popularnej Gwiazdy                                            | Deokhye-ongju                               | Wygrana   | [ 62 ] |
| Buil Film Awards                                       | 2009 | Najlepsza Aktorka                                                     | Anaega gyeolhonhaetda                       | Nominacja |        |
| Buil Film Awards                                       | 2016 | Najlepsza Aktorka                                                     | Bimil-eun eopda                             | Wygrana   | [ 63 ] |
| Bucheon International Fantastic Film Festival          | 2014 | Producer's Choice Award                                               | Son Ye-jin                                  | Wygrana   | [ 64 ] |
| Busan Film Critics Awards                              | 2016 | Najlepsza Aktorka                                                     | Bimil-eun eopda                             | Wygrana   | [ 65 ] |
| China Golden Rooster and Hundred Flowers Film Festival | 2006 | Najlepsza Aktorka w Filmie Zagranicznym                               | Nae meori sog-ui ji-ugae                    | Wygrana   | [ 66 ] |
| Chunsa Film Art Awards                                 | 2005 | Najlepsza Aktorka                                                     | Oechul                                      | Nominacja |        |
| Chunsa Film Art Awards                                 | 2017 | Najlepsza Aktorka                                                     | Bimil-eun eopda                             | Wygrana   | [ 67 ] |
| Elle Style Awards                                      | 2018 | Super Ikona (Kobieta)                                                 | Son Ye-jin                                  | Wygrana   | [ 68 ] |
| Grand Bell Awards                                      | 2003 | Najlepsza Nowa Aktorka                                                | The Classic                                 | Wygrana   | [ 69 ] |
| Grand Bell Awards                                      | 2003 | Nagroda Popularności                                                  | The Classic                                 | Wygrana   | [ 69 ] |
| Grand Bell Awards                                      | 2014 | Najlepsza Aktorka                                                     | Piraci - w poszukiwaniu cesarskiej pieczęci | Wygrana   |        |
| Grand Bell Awards                                      | 2016 | Najlepsza Aktorka                                                     | Deokhye-ongju                               | Wygrana   | [ 70 ] |
| KBS Drama Awards                                       | 2003 | Nagroda za Doskonałość, Aktorka                                       | Yeoreum hyang-gi                            | Nominacja |        |
| KBS Drama Awards                                       | 2013 | Nagroda Najwyższej Doskonałość, Aktorka                               | Sang-eo                                     | Nominacja |        |
| KBS Drama Awards                                       | 2013 | Nagroda za Doskonałość, Najlepsza Aktorka w Średniometrażowym Serialu | Sang-eo                                     | Nominacja |        |
| KOFRA Film Awards                                      | 2017 | Najlepsza Aktorka                                                     | Deokhye-ongju                               | Wygrana   | [ 71 ] |
| KOPA & NIKON Press Photo Awards                        | 2015 | Najbardziej Fotogeniczna Aktorka                                      | Son Ye-jin                                  | Wygrana   |        |
| Korean Association of Film Critics Awards              | 2002 | Najlepsza Nowa Aktorka                                                | Yeon-ae soseol                              | Wygrana   | [ 72 ] |
| Korean Association of Film Critics Awards              | 2016 | Najlepsza Aktorka                                                     | Bimil-eun eopda                             | Wygrana   | [ 73 ] |
| Korea Best Dresser Awards                              | 2007 | Najlepiej Ubrana — Żeńska Gwiazda Filmowa                             | Son Ye-jin                                  | Wygrana   | [ 74 ] |
| Korea Fashion & Design Awards                          | 2008 | Nagroda dla Ikony Mody                                                | Son Ye-jin                                  | Wygrana   | [ 75 ] |
| Korean Film Awards                                     | 2002 | Najlepsza Nowa Aktorka                                                | Yeon-ae soseol                              | Nominacja |        |
| Korean Film Awards                                     | 2003 | Najlepsza Nowa Aktorka                                                | The Classic                                 | Nominacja |        |
| Korean Film Awards                                     | 2008 | Najlepsza Aktorka                                                     | Anaega gyeolhonhaetda                       | Nominacja |        |
| Korea Film Actors Association Awards                   | 2014 | Najlepsza Koreańska Gwiazda                                           | Piraci - w poszukiwaniu cesarskiej pieczęci | Wygrana   | [ 76 ] |
| Korean Film Producers Association Awards               | 2016 | Najlepsza Aktorka                                                     | Bimil-eun eopda, Deokhye-ongju              | Wygrana   | [ 77 ] |
| Korea International Jewelry & Watch Fair               | 2006 | Best Jewelry Lady                                                     | Son Ye-jin                                  | Wygrana   |        |
| Korea Jewelry Awards                                   | 2008 | Diamentowa Nagroda                                                    | Son Ye-jin                                  | Wygrana   |        |
| Max Movie Awards                                       | 2015 | Najlepsza Aktorka                                                     | Piraci - w poszukiwaniu cesarskiej pieczęci | Nominacja |        |
| MBC Drama Awards                                       | 2001 | Najlepsza Nowa Aktorka                                                | Mas-ineun cheonghon                         | Wygrana   | [ 78 ] |
| Moscow International Love Film Festival                | 2004 | Nagroda dla Najlepszej Pary z Cho Seung-woo                           | The Classic                                 | Wygrana   | [ 79 ] |
| SBS Drama Awards                                       | 2006 | Nagroda Najwyższej Doskonałości, Aktorka                              | Yeon-ae sidae                               | Wygrana   | [ 80 ] |
| SBS Drama Awards                                       | 2006 | 10 Najlepszych Gwiazd                                                 | Yeon-ae sidae                               | Wygrana   | [ 81 ] |
| Seoul Arts & Culture Awards                            | 2010 | Najlepsza Aktorka                                                     | Baek-yahaeng: Ha-yan Eodum Sok-eul Geotda   | Wygrana   | [ 82 ] |
| Seoul International Drama Awards                       | 2018 | Wybitna Koreańska Aktorka                                             | Something in the Rain                       | Wygrana   | [ 83 ] |
| Seoul International Drama Awards                       | 2020 | Wybitna Koreańska Aktorka                                             | Crash Landing on You                        | Wygrana   | [ 84 ] |
| Style Icon Awards                                      | 2008 | Ikona Stylu - Aktorka                                                 | Son Ye-jin                                  | Wygrana   | [ 85 ] |
| Style Icon Awards                                      | 2008 | Zabawna, Nieustraszona Kobieta                                        | Son Ye-jin                                  | Wygrana   | [ 85 ] |
| The Seoul Awards                                       | 2018 | Najlepsza Aktorka (Film)                                              | Jigeum mannareo gabmida                     | Wygrana   | [ 86 ] |
| The Seoul Awards                                       | 2018 | Nagroda Popularności (Film)                                           | Jigeum mannareo gabmida                     | Wygrana   | [ 73 ] |
| The Seoul Awards                                       | 2018 | Najlepsza Aktorka (Drama)                                             | Something in the Rain                       | Nominacja | [ 87 ] |
| University Film Festival of Korea                      | 2008 | Najlepsza Aktorka                                                     | Anaega gyeolhonhaetda                       | Wygrana   | [ 88 ] |
| Women in Film Korea Awards                             | 2016 | Najlepsza Aktorka                                                     | Bimil-eun eopda                             | Wygrana   | [ 89 ] |